# Sergej L'vovič Tolstoj
Sergèj L'vovič Tolstòj, in russo Серге́й Льво́вич Толсто́й? (Jasnaja Poljana, 28 giugno 1863 – Mosca, 23 dicembre 1947), è stato uno scrittore e musicologo russo, primogenito di Lev Tolstoj e Sof'ja Bers.

## Biografia
Laureatosi in Scienze naturali all'Università di Mosca, fu esponente dello zemstvo e consigliere della Duma municipale di Mosca. Il 10 giugno 1895 sposò Marija K. Račinskaja, figlia di Konstantin A. Račinskij (direttore dell'Accademia di agricoltura Petrovskij). Divenne compositore e critico musicale con lo pseudonimo di S. Brodinskij.

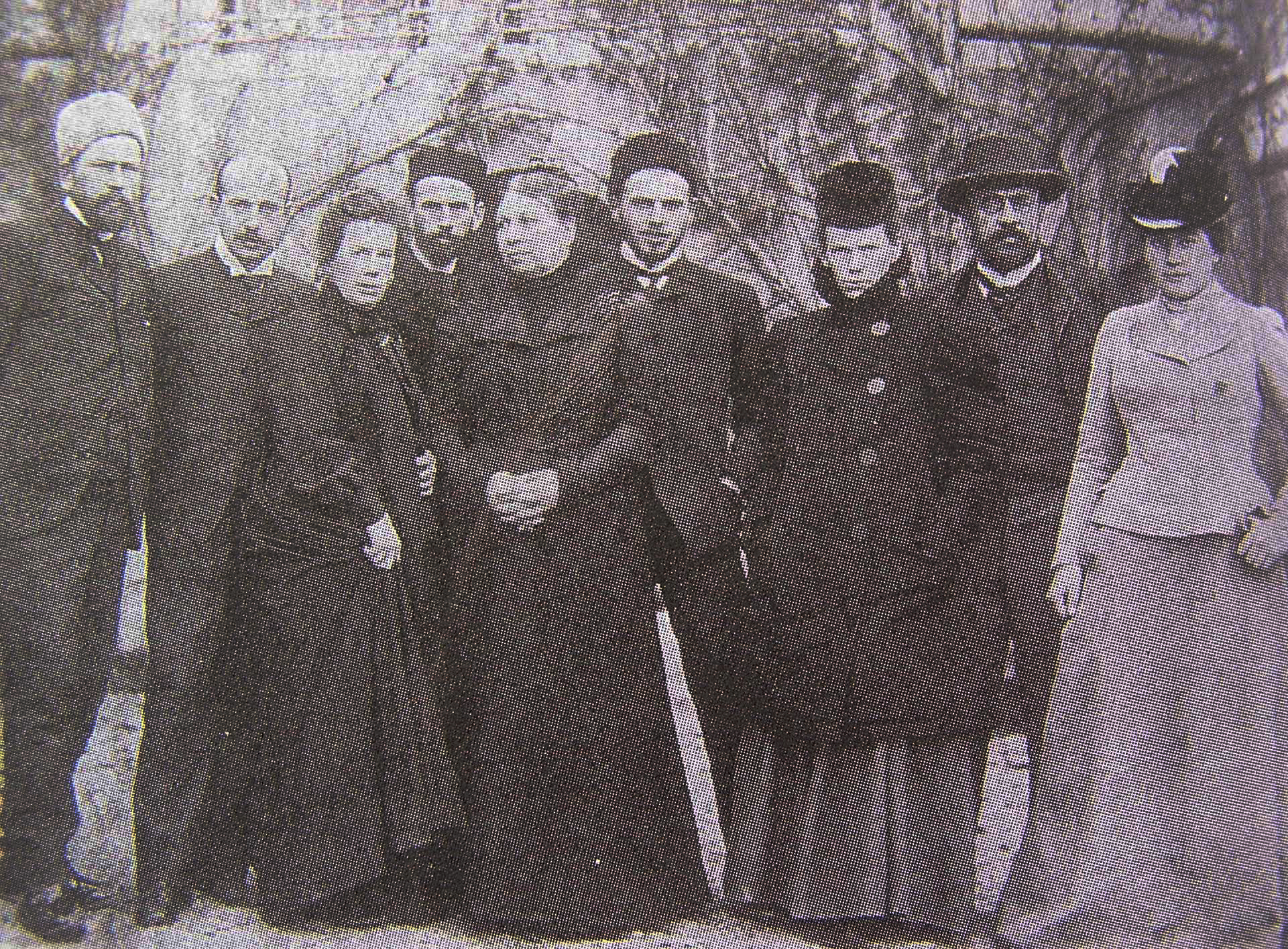
Sof'ja Tolstaja (al centro) con gli otto figli che raggiunsero l'età adulta (da sinistra: Sergej, Andrej, Tat'jana, Lev, Michail, Marija, Il'ja e Aleksandra)

Ad Astapovo fu vicino al padre in punto di morte. In seguito scrisse un libro di memorie (tradotto in inglese col titolo Tolstoy remembered by his son, pubblicato a New York all'inizio degli anni sessanta). Dopo la Rivoluzione fondò con la madre e le sorelle, fra il disordine generale, il Museo Tolstoj, contribuendo all'edizione e allo studio delle opere del padre. Morì a Mosca nel 1947 senza aver lasciato la Russia.